# Mała Wyspa Żytnia

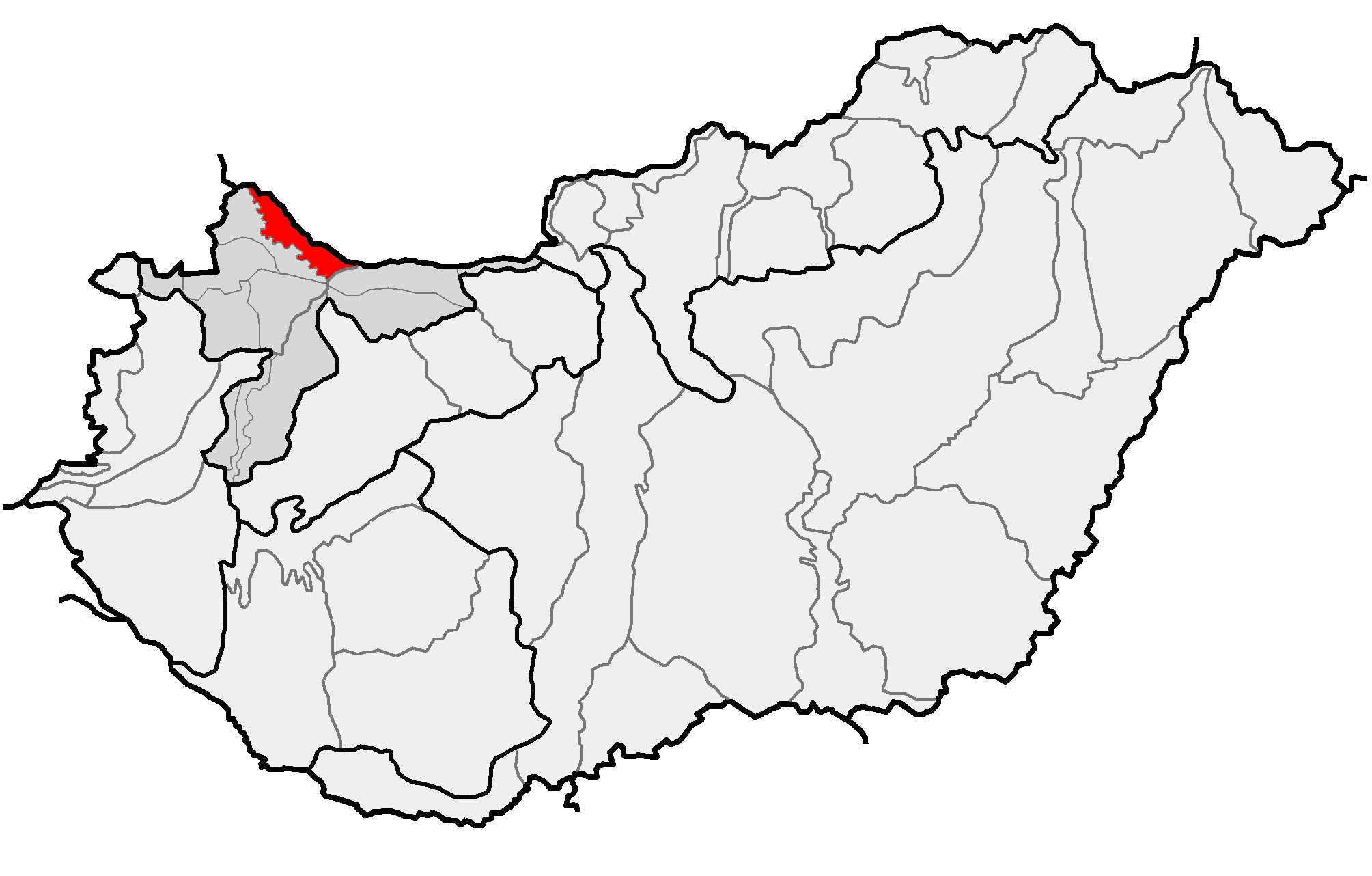
Lokalizacja na mapie Węgier

Mała Wyspa Żytnia (węg. Szigetköz, sł. Malý Žitný ostrov, niem. Kleine Schüttinsel) – wyspa rzeczna, położona na Węgrzech na Małej Nizinie Węgierskiej przy granicy ze Słowacją, ograniczona z jednej strony Dunajem, a z drugiej jego odnogą Dunajem Moszońskim. Nazywana jest tak dla odróżnienia od (Wielkiej) Wyspy Żytniej, położonej na Słowacji pomiędzy Dunajem a Małym Dunajem i Wagiem. Szerokość wyspy waha się od 6 do 8 km, długość wynosi 55,2 km, a powierzchnia – 375 km² (tym samym jest największą wyspą Węgier). Wysokość n.p.m. wynosi od 110 do 125 m. Na wyspie można odnaleźć m.in. miejscowości Mosonmagyaróvár, Halászi, Darnózseli, Dunasziget.

## Wikiźródła
- Hasło "Schütt" w Collier's New Encyclopedia (ang.)
- Hasło "Schütt" w The New International Encyclopædia (ang.)